# Cuscuta campestris
Cuscuta campestris es una especie de planta parásita de la familia de las cuscutáceas. Son naturales de la región del Caribe.

## Descripción
Esta planta parásita a otras herbáceas, generalmente sobre especies como Amaranthus, Daucus, Foeniculum, Medicago, Salsola, Trifolium, Xanthium y otras especies cultivadas. Todas las especies del género son muy parecidas.
Se ha confundido en algunas publicaciones recientes con Cuscuta pentagona Engelm., pero las diferencias entre las dos especies son claras.

## Nombre común
En español se la conoce por los siguientes nombres comunes: barba de chivo,  cáncer, pelillo, tiña, cabellos de Ángel.  coscuta

## Sinonimia
- Cuscuta arvensis  Beyr. ex Engelm.
- Cuscuta campestris Yunck.
- Cuscuta pentagona var. calycina Engelm.
- Cuscuta pentagona var. pentagona Engelm.
- Grammica campestris (Yunck.) Hadač & Chrtek
- Grammica pentagona (Engelm.) W.A.Weber[3]